# Hastati

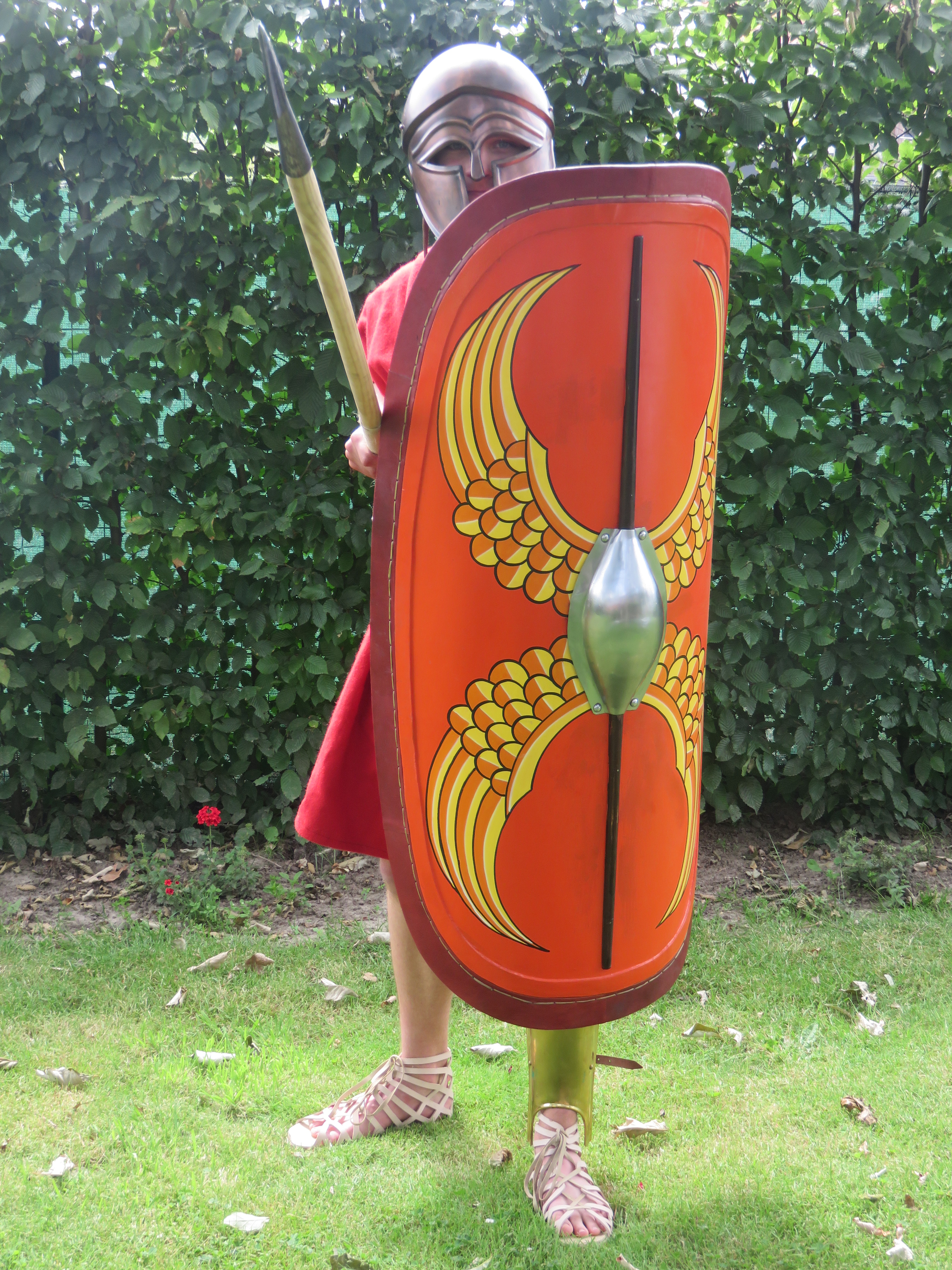
Hastatus uit de vroege Republiek met een scutum en een hasta.

Hastati (van het Latijnse woord hasta = lans, dus lansdragers) waren soldaten uit het Romeinse leger. Aanvankelijk waren de soldaten uitgerust met een stootlans. Later kregen zij de werpspeer (pilum) en de gladius Hispaniensis als wapen en werden zij vooraan in de slaglinie geplaatst.
In het bijzonder verstaan we onder hastati de jonge of soldaten uit de middenklasse die tijdens de Midden-Republiek moesten vechten in de acies triplex (drievoudige slagorde). Ze stonden in een quincunx-formatie. Daarin waren drie rijen; de hastati (met hun werpspeer), dan de principes en achteraan de triarii. Die waren verdeeld in manipel. Bij de hastati zaten er in één manipel 120 tot 160 soldaten. 
In de Late Republiek traden de Romeinse legioenen in cohorten op. Hierdoor verdween het praktische onderscheid tussen de drie rijen, en werden de benamingen alleen nog gebruikt als aanduiding van de rang.
Behalve werpsperen en later zwaarden droegen de hastati bronzen helmen en bronzen borstplaten. De meestgebruikte helm was de Montefortino-helm.